# نينا ميراندا
نينا ميراندا (بالإنجليزية: Nina Miranda)‏ هي مغنية مؤلفة ومغنية برازيلية وبريطانية، ولدت في مارس 1970 في البرازيل.

## وصلات خارجية
- نينا ميراندا على موقع ميوزك برينز (الإنجليزية)
- نينا ميراندا على موقع أول ميوزيك (الإنجليزية)
- نينا ميراندا على موقع ديسكوغز (الإنجليزية)